# Mitty (fumetto)
Mitty, vero nome Maria Teresa Zané, è un personaggio dei fumetti creato da Renato Polese (disegni) e Paola Ferrarini (testi) apparso sul Il Giornalino con cadenza irregolare, nel formato di storie autoconclusive della durata di alcune puntate ciascuna.

## Storia
Maria Teresa Zané, detta Mitty, è una ragazza adolescente (probabilmente sui 15 o 16 anni) proveniente da famiglia altolocata (il nonno materno, Damiano, è un uomo molto ricco). Di carattere estroverso e socievole, preferisce vivere avventure con i suoi amici piuttosto che accettare il ruolo di ragazza di buona famiglia. Ribelle, coraggiosa e altruista, con un certo senso dell'umorismo e dell'ironia, vive nella villa con parco dei suoi genitori (La Cascina Rossa) e ama molto cavalcare il suo cavallo bianco Nuvola. A volte abita nella villa del nonno, La Solitaria.
Le storie di Mitty sono piuttosto drammatiche. 
I tipici temi adolescenziali sono marginali - ad esempio, mancano del tutto le caratteristiche relazioni sentimentali - più spesso si trova coinvolta in drammi famigliari e intrighi simil-polizieschi. Ad esempio l'ingiusto arresto del padre Giovanni, o la fidanzata del fratello Saverio, Iris, che viene assassinata per sbaglio da un killer mafioso sulla scalinata della chiesa il giorno del suo matrimonio. Dopo una lunga e avventurosa indagine Mitty riuscirà a smascherare l'assassino. Ciononostante il tono dei racconti (che trattano anche temi impegnati come l'infanzia abbandonata e la guerra in Bosnia) non è puramente drammatico, essendo alleggerito dal carattere gioviale di Mitty e da alcune gag.

## Altri personaggi
- Il fratello Saverio, prima brillante studente di medicina, poi medico condotto in una sperduta isoletta dominata dalla mafia.
- Il nonno, soprannominato "Il Capitano"
- Greg, ragazzo affascinante, ottimo amico di Mitty, eterno studente di medicina.
- Cico, fratello minore di Greg e il suo cane Nero.
- Eleonora, perfida ragazza biondissima di famiglia ricca, gelosa di Greg e invidiosa di Mitty per la sua capacità di farsi amare ed essere amica di tutti.
- Rotelle, amico di Mitty. Il suo vero nome è Alessio, ma viene chiamato Rotelle perché indossa sempre pattini a rotelle. Tossicodipendente, riuscirà però a smettere.
- Pier, amico di Mitty.